# División Central de la Liga Americana
La División Central de la Liga Americana (American League Central) es una de las seis divisiones de las Grandes Ligas de Béisbol. La división se formó debido al reacomodo de 1994, sus equipos están localizados en el Medio Oeste de Estados Unidos.

## Miembros

### Miembros actuales
- Chicago White Sox – Miembro fundador; previamente en la AL Oeste.
- Cleveland Guardians – Miembro fundador; previamente en la AL Este.
- Detroit Tigers – Se unió en 1998; previamente en la AL Este.
- Kansas City Royals – Miembro fundador; previamente en la AL Oeste.
- Minnesota Twins – Miembro fundador; previamente en la AL Oeste.

### Alineación de la división
| Periodo de tiempo | Alineación                                                                                   | Cambios |
| ----------------- | -------------------------------------------------------------------------------------------- | --- |
| 1994–1997         | Chicago White Sox, Cleveland Indians, Kansas City Royals, Milwaukee Brewers, Minnesota Twins | Creación de la división por el reacomodo de 1994, Chicago, Kansas City y Minnesota llegan de la División Oeste, Cleveland y Milwaukee de la División Este. |
| 1998–presente     | Chicago White Sox, Cleveland Indians, Detroit Tigers, Kansas City Royals, Minnesota Twins    | Por la expansión de 1998, Detroit se une a la división proveniente de la AL Este y Milwaukee cambia de Liga, mudándose a la NL Central.                    |

## Campeones divisionales
| Temp. | Equipo                                     | Récord                                     | %                                          | Resultado en los playoffs                  |
| ----- | ------------------------------------------ | ------------------------------------------ | ------------------------------------------ | ------------------------------------------ |
| 1994  | Suspendida debido a la huelga de jugadores | Suspendida debido a la huelga de jugadores | Suspendida debido a la huelga de jugadores | Suspendida debido a la huelga de jugadores |
| 1995  | Cleveland Indians                          | 86–58                                      | .694                                       | Perdió la Serie Mundial                    |
| 1996  | Cleveland Indians                          | 92–70                                      | .615                                       | Perdió la Serie Divisional                 |
| 1997  | Cleveland Indians                          | 98–64                                      | .534                                       | Perdió la Serie Mundial                    |
| 1998  | Cleveland Indians                          | 114–48                                     | .549                                       | Perdió el Campeonato de la AL              |
| 1999  | Cleveland Indians                          | 98–64                                      | .599                                       | Perdió la Serie Divisional                 |
| 2000  | Chicago White Sox                          | 87–74                                      | .586                                       | Perdió la Serie Divisional                 |
| 2001  | Cleveland Indians                          | 95–65                                      | .562                                       | Perdió la Serie Divisional                 |
| 2002  | Minnesota Twins                            | 103–58                                     | .584                                       | Perdió el Campeonato de la AL              |
| 2003  | Minnesota Twins                            | 101–61                                     | .556                                       | Perdió la Serie Divisional                 |
| 2004  | Minnesota Twins                            | 101–61                                     | .568                                       | Perdió la Serie Divisional                 |
| 2005  | Chicago White Sox                          | 95–67                                      | .611                                       | Ganó la Serie Mundial                      |
| 2006  | Minnesota Twins                            | 97–65                                      | .593                                       | Perdió la Serie Divisional                 |
| 2007  | Cleveland Indians                          | 96–66                                      | .593                                       | Perdió el Campeonato de la AL              |
| 2008  | Chicago White Sox                          | 97–65                                      | .546                                       | Perdió la Serie Divisional                 |
| 2009  | Minnesota Twins                            | 103–59                                     | .534                                       | Perdió la Serie Divisional                 |
| 2010  | Minnesota Twins                            | 96–66                                      | .580                                       | Perdió la Serie Divisional                 |

| Temp. | Equipo              | Récord     | %          | Resultado en los playoffs     |
| ----- | ------------------- | ---------- | ---------- | ----------------------------- |
| 2011  | Detroit Tigers      | 97–65      | .586       | Perdió el Campeonato de la AL |
| 2012  | Detroit Tigers      | 95–67      | .543       | Perdió la Serie Mundial       |
| 2013  | Detroit Tigers      | 97–65      | .574       | Perdió el Campeonato de la AL |
| 2014  | Detroit Tigers      | 96–66      | .556       | Perdió la Serie Divisional    |
| 2015  | Kansas City Royals  | 93–69      | .584       | Ganó la Serie Mundial         |
| 2016  | Cleveland Indians   | 93–69      | .584       | Perdió la Serie Mundial       |
| 2017  | Cleveland Indians   | 103–59     | .584       | Perdió la Serie Divisional    |
| 2018  | Cleveland Indians   | 91–71      | .562       | Perdió la Serie Divisional    |
| 2019  | Minnesota Twins     | 101-61     | .623       | Perdió la Serie Divisional    |
| 2020  | Minnesota Twins     | 36-24      | .600       | Perdió la Ronda Comodín       |
| 2021  | Chicago White Sox   | 93-69      | .574       | Perdió la Serie Divisional    |
| 2022  | Cleveland Guardians | 92-70      | .568       | Perdió la Serie Divisional    |
| 2023  | Minnesota Twins     | 87-74      | .540       | Perdió la Serie Divisional    |
| 2024  | Cleveland Guardians | 92-69      | .571       | Perdió el Campeonato de la AL |
| 2025  | En disputa          | En disputa | En disputa | En disputa                    |

## Clasificados a los playoffs vía Comodín
- Desde la temporada 1994 hasta la 2011 se incorporó la ronda divisional que clasificó a un equipo a la Ronda divisional, desde 2012 se creó la ronda comodín que clasifica a tres equipos a la mencionada ronda.

| Temp. | Equipo                              | Récord | %    | Resultado en los playoffs  |
| ----- | ----------------------------------- | ------ | ---- | -------------------------- |
| 2006  | Detroit Tigers                      | 95–67  | .586 | Perdió la Serie Mundial    |
| 2013  | Cleveland Indians                   | 92–70  | .568 | Perdió la Ronda comodín    |
| 2014  | Kansas City Royals                  | 89–73  | .549 | Perdió la Serie Mundial    |
| 2017  | Minnesota Twins                     | 85–77  | .525 | Perdió la Ronda comodín    |
| 2020  | Cleveland Indians Chicago White Sox | 35–25  | .583 | Perdió la Ronda comodín    |
| 2024  | Kansas City Royals Detroit Tigers   | 86–76  | .531 | Perdió la Ronda divisional |

## Títulos divisionales por equipo
| Equipo              | Títulos | Wildcard | Años                                                                   |
| ------------------- | ------- | -------- | ---------------------------------------------------------------------- |
| Cleveland Guardians | 12      | 2        | 1995, 1996, 1997, 1998, 1999, 2001, 2007, 2016, 2017, 2018, 2022, 2024 |
| Minnesota Twins     | 9       | 1        | 2002, 2003, 2004, 2006, 2009, 2010, 2019, 2020, 2023                   |
| Detroit Tigers      | 4       | 2        | 2011, 2012, 2013, 2014                                                 |
| Chicago White Sox   | 4       | 1        | 2000, 2005, 2008, 2021                                                 |
| Kansas City Royals  | 1       | 2        | 2015                                                                   |